# Нейл, Уильям
Уи́льям Нейл (или Нейль, англ. William Neile, 7 декабря 1637 — 24 августа 1670) — английский математик. Его основная математическая работа, посвящённая спрямлению (вычислению длины) полукубической параболы, была написана в возрасте девятнадцати лет; она стала важным вкладом в становление идей математического анализа.
Один из первых членов Лондонского королевского общества (1663).

## Биография
Уильям Нейл родился в 1637 году в семье астронома и видного политика сэра Пола Нейла (1613—1686), одного из 12 основателей Лондонского королевского общества (1660 год).
В 1657 году поступил в Оксфордский университет. В этом же году вычислил длину дуги полукубической параболы (иногда называемой в его честь параболой Нейля). Работа Нейла была опубликована в 1659 году в книге оксфордского профессора Джона Валлиса «Два трактата о циклоиде и циссоиде». За эту пионерскую работу Нейл в 1663 году был избран членом Королевского общества.
Помимо математики, занимался также астрономическими наблюдениями и вычислениями. Умер в возрасте всего 32 лет; историк Томас Хирн (Thomas Hearne) в 1678 году писал о Нейле:

[Он] обладал таким могущественным гением в области математики, что если бы не пал в расцвете лет, то, по всей вероятности, сравнялся, если бы не превзошёл, со знаменитыми деятелями этой профессии , Глубокая меланхолия ускорила его конец, из-за его любви к фрейлине, женитьбу на которой не одобрял его отец.